# NGC 1427A
NGC 1427A је галаксија у сазвежђу Еридан која се налази на NGC листи објеката дубоког неба.
Деклинација објекта је - 35° 37' 24" а ректасцензија 3h 40m 9,2s. Привидна величина (магнитуда) објекта NGC 1427 износи 12,8 а фотографска магнитуда 13,4. NGC 1427A је још познат и под ознакама ESO 358-49, MCG -6-9-16, AM 0338-354, FCC 235, PGC 13500.